# Tamandaré
Tamandaré est une municipalité brésilienne située dans l'État du Pernambouc.
Elle appartient à la Zone de la forêt du Pernambouc et plus principalement dans celle de la Forêt méridionale du Pernambouc. Elle se situe à environ 110 km de la capitale Recife.

## Histoire
Tamandaré, un nom d'origine indigène qui signifie repeupler, était une terre habitée par les Indiens Tupi, dédiée à la pêche et à l'agriculture jusqu'à sa conquête par les Portugais au XVIe siècle.
C'était un centre économique important, principalement pour la culture de la canne à sucre.
Pour la protéger des attaques des Hollandais, le fort de Santo Inácio de Loyola a été construit au XVIIe siècle.
Des événements importants de l'histoire de Pernambuco s'y sont déroulés et le fort a été le théâtre de nombreuses batailles.
En 1654, après un mois de défaite, les Hollandais reviennent avec des renforts et conquièrent la région.
Tamandaré appartenait aux territoires d'Una et de Rio Formoso. Le 28 septembre 1997, elle en est devenue indépendante et la municipalité de Tamandaré a été créée.
Les paysages paradisiaques, les monuments et la richesse de ses écosystèmes marins font de la pêche et du tourisme les principales activités économiques de la commune.
La municipalité de Tamandaré a été nommée d'après le patron de la marine brésilienne, le marquis de Tamandaré.
Joaquim Marques Lisboa, en 1859, lors d'un voyage dans le nord du Brésil, en passant par Tamandaré, a demandé à l'empereur Dom Pedro II d'apporter la dépouille mortelle de son frère décédé en 1824 dans la Confédération de l'Équateur, Manuel Marques Lisboa Pitanga. Les restes ont été enterrés dans le cimetière du petit port de Tamandaré.

Pour ce geste, l'empereur lui a donné le titre de baron de Tamandaré l'année suivante.

## Géographie
Tamandaé est un village situé sur la côte sud et la mata sul de Pernambuco. Ses municipalités limitrophes sont Rio Formoso et Sirinhaém, au nord, Barreiros, au sud, Água Preta et Gameleira, à l'est, et l'océan Atlantique, à l'est.

### Plages
Le village de Tamandaré compte six plages : 
1 - Praia dos Carneiros (Extension : 6,08 km)
2 - Praia das Campas (Extension : 2,7 km)
3 - Praia de Tamandaré (Extension : 1,2 km)
4 - Praia Pontal do Luira (Extension : 600 m)
5 - Praia do Forte (Extension : 1,2 km)
6 - Praia Boca da Barra (Extension : 2,7 km)

## Économie
L'économie de la municipalité repose principalement sur la production agricole, la canne à sucre et le tourisme.

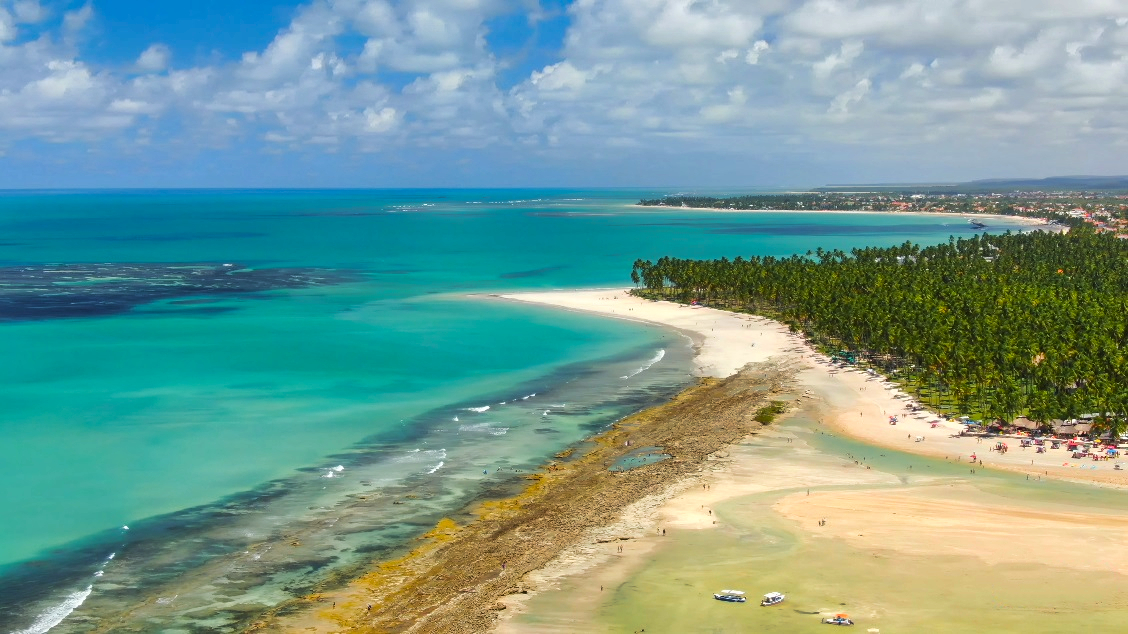
Carneiros Plage

## Tourisme
La municipalité possède, en tout, cinq plages en bord de mer. La plus connue est la plage de Carneiros, qui est considérée comme l'une des plus belles plages du Brésil.
Parmi les nombreux sites historiques, le Fort de Saint Ignace est l'un des repères les plus importants de l'histoire du Pernambuco, construit à la fin du XVIIe siècle. On y trouve, juste à côté, aussi le phare de Tamandaré.